# Ctenotus gemmula
Ctenotus gemmula är en ödleart som beskrevs av  Storr 1974. Ctenotus gemmula ingår i släktet Ctenotus och familjen skinkar. IUCN kategoriserar arten globalt som livskraftig. Inga underarter finns listade i Catalogue of Life.